# Coitus reservatus
El coitus reservatus (coitus, «relació sexual, unió» + reservatus, «reservat»), és un tipus d'abstinència sexual masculina de l'esperma; és considerat en general com una forma de relació sexual en què l'home durant la penetració evita ejacular dins de la parella receptiva, romanent en la fase d'orgasme durant el major temps que siga possible per a evitar l'emissió seminal, normalment amb l'objectiu de prolongar la penetració.
Un altre terme que s'empra per a aquesta mena de relació és la paraula karezza. Sembla que aquesta paraula deriva de la paraula italiana carezza, que significa «carícia». Alan Watts, però, creia que era una paraula persa. Alice Bunker Stockham va encunyar la paraula karezza i és semblant a maithuna en el tantrisme i a sahaja en el ioga. Tant hindús com budistes, estoics i rosacreus han utilitzat el coitus reservatus o karezza com a pràctica esotèrica.